# Bryum stenocarpum
Bryum stenocarpum là một loài rêu trong họ Bryaceae. Loài này được Limpr. mô tả khoa học đầu tiên năm 1884.